# ثانیه کبیسه

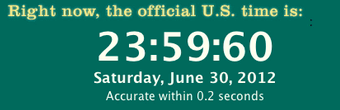
ساعت هماهنگ جهانی در ۳۰ ژوئن ۲۰۱۲ از time.gov time.gov.

ثانیهٔ کبیسه (انگلیسی: Leap second) مقدار زمان یک ثانیه است که به زمان UTC ساعت هماهنگ جهانی* اضافه می‌شود تا تاریخ روز آن با زمان خورشیدی متوسط* هماهنگ شود. آخرین اقدام اضافه کردن ثانیه کبیسه در تاریخ ۳۰ ژوئن ۲۰۱۵ روی داده‌است. پس از سال‌ها بحث در محافل گوناگون استانداردسازی جهانی، در نوامبر ۲۰۲۲ و در ۲۷اُمین نشست کنفرانس عمومی وزن و اندازه‌گیری ، قرار شد که استفاده از ثانیه کبیسه تا سال ۲۰۳۵ کنار گذاشته‌شود. 

## موضوع
استاندارد ساعت هماهنگ جهانی (UTC) مقیاس ثانیه را از دستگاه بین‌المللی یکاها(SI) استفاده می‌کند و سنجش آن از روی ساعت اتمی است. این استاندارد برای سنجش زمان، مورد استفادهٔ بسیاری از کشورهاست. با توجه به اینکه متوسط زمان یک روز خورشیدی کمی بیشتر از ۲۴ ساعت (یا ۸۶۴۰۰ ثانیه) است، بنابراین، اگر یک روز UTC را دقیقاً ۸۶۴۰۰ ثانیه در نظر بگیریم، اختلاف زمان جزئی با یک روز استانداردهای زمان خورشیدی (مثل ساعت گرینویچ) پیدا خواهد کرد. موضوع ثانیهٔ کبیسه اصلاح این تفاوت به‌صورت تنظیم آن به ۸۶۴۰۱ یا ۸۶۳۹۹ ثانیه است.
مخصوصاً، یک ثانیهٔ کبیسه‌ای مثبت بین ثانیهٔ ۲۳:۵۹:۵۹ از یک روز انتخاب شده توسط UTC (که عموماً آخرین روز یک ماه انتخاب می‌شود. معمولاً ۳۰ ژوئن یا ۳۱ دسامبر) و ثانیهٔ ۰۰:۰۰:۰۰ از روز بعد در نظر گرفته می‌شود؛ که این ثانیهٔ اضافه به صورت ۲۳:۵۹:۶۰ در ساعت‌های UTC نشان داده می‌شوند. البته در ساعت‌های محلی وابسته به UTC، این ثانیه می‌تواند در ادامه یه یک ساعت دیگر یا حتی نیم ساعت یا یک ربع ساعت دیگری در نظر گرفته شود، با توجه به این ساعت محلی.
ثانیهٔ کبیسه‌ای منفی، ثانیهٔ ۲۳:۵۹:۵۹ را از یک تاریخ مشخص، حذف می‌کند. به‌طوری‌که آخرین ثانیهٔ روز ۲۳:۵۹:۵۸ می‌شود و ثانیهٔ بعدیِ آن ۰۰:۰۰:۰۰ از روز بعد خواهد بود. اگرچه، UTC از زمان تأسیس خود هیچگاه به ثانیهٔ کبیسه‌ای منفی نیاز پیدا نکرده‌است.

## تاریخچه
هرچند کلاودیوس بطلمیوس حدود ۱۴۰ سال قبل از میلاد یک روز خورشیدی را به ۶ قسمت مساوی برای نگهداری زمان تقسیم کرده‌بود، ولی این ابوریحان بیرونی بود که در سال ۱۰۰۰ میلادی، یک روز را به ۲۴ قسمت و هر قسمت را به ۶۰ واحد تقسیم کرد. در سال ۱۸۷۴ بود که مقیاس ثانیه (در دستگاه CGS) به‌صورت رسمی به‌عنوان پایهٔ واحد زمان منظور گردید.
کمی پس از این مساًله وقتی دانشمندان به این نتیجه رسیدند که زمان چرخش زمین متفاوت است، اتحادیه بین‌المللی اخترشناسی IAU در سال ۱۹۵۲ ثانیه را به‌عنوان واحد در سال نجومی در نظر گرفت اما از آنجائیکه سال خورشیدی در محاسبات اساسی تر از سال نجومی قلمداد می‌شود، در سال ۱۹۵۵ IAU ثانیه را به مقدار ۱⁄۳۱٬۵۵۶٬۹۲۵٫۹۷۴۷ برای سال ۱۹۰۰ تعیین نمود. بالاخره با توجه به ناکافی بودن این تعریف‌ها، در تاریخ ۱۹۶۷ مجدداً مقدار آن را معادل ۹۱۹۲۶۳۱۷۷۰ دور تشعشع حاصل از اتم سزیوم تعیین کردند.
در چند قرن گذشته متوسط زمان یک روز خورشیدی در حدود ۱٫۷ ثانیه در هر قرن اضافه شده‌است، به‌طوری‌که در سال ۱۹۶۱ روز خورشیدی به مقدار دو هزارم ثانیه بیشتر از ۸۶۴۰۰ ثانیهٔ SI شده‌است و در نتیجه استاندارد بین‌المللی زمان اتمی از ساعت متعارف رسمی گرینویچ جلو افتاده‌است.

## اضافه کردن ثانیه
در سال ۱۹۷۲ سیستم ثانیهٔ کبیسه ابداع شد، این تطبیق باعث می‌شد که ثانیهٔ UTC با ثانیهٔ زمان استاندارد SI برابر شود. از طرفی چون زمان استاندارد بین‌المللی GMT با زمان ساعت اتمی همزمانی شده بود در نتیجه زمان UTC به مقدار ۱۰ ثانیه از ساعت اتمی عقب می‌افتاد.
مسئولیت تنظیم ثانیهٔ کبیسه در ابتدا برعهدهٔ دفتر بین‌المللی زمان بود، ولی در سال ۱۹۸۸ به IERS * واگذار شد. هرگاه تفاوت زمان UTC بازمان استاندارد جهانی GMT به بیش از شش‌دهم ثانیه برسد تصمیم به اضافه کردن ثانیهٔ کبیسه می‌کند.
سرویس IERS هر ۶ ماه اطلاعیهٔ مربوط یه تغییرات و افزودن ثانیهٔ کبیسه را در بولتن خود منتشر می‌کند، اما تصمیم گرفته‌است که این ثانیه را در ۳۰ ژوئن یا ۳۱ دسامبر اضافه کند.